# Dieudonné-Pascal Pieltain
Dieudonné-Pascal Pieltain (Luik, 4 maart 1754 – aldaar, 10 december 1833) was een Zuid-Nederlands componist, violist en altviolist.
Hij was zoon van Paschal Pieltain en Aganthe Dechesne. Zijn jongere broer Jacques-Joseph-Toussant Pieltain ("de jongere") was hoornist en leerling van Giovanni Punto en Carl Stamitz. 
Verblijvend in Londen huwde hij in 1786 de Franse operazangeres Marie Chanu, die in 1794 overleed. Dochter Louis-Adelaïde Pieltain trouwde de cellist Charles Henri Auguste Francotte.
Hij kreeg zijn muziekopleiding aan de kooropleiding van het Saint-Pierre in Luik. Er volgde opleiding bij Giovanni Giornovichi, Pieltain bevond zich toen in Italië. Hij trok naar Parijs en speelde tussen 1773 en 1783 in en met het Concert Spirituel. Hij kon daar soms eigen werk uitvoeren. Na zijn verblijf in Parijs trok hij naar Londen in en met het orkest van Lord Albington in concertzalen als Vauxhall Gardens en Drury Lane Theatre. Tijdens die periode was hij af en toe in Parijs te vinden, meest om daar zijn werken te laten uitgeven bij Jean-Georges Sieber. Hij bleef als solist optreden, reide heel Europa door tot in Rusland aan toe.
In 1801 keerde hij terug naar Luik en gaf onder meer les aan Auguste Rouma. Deze leerling zou na Pieltains dood een hele verzameling manuscripten in zijn bezit krijgen. Die verzameling zou in 2015 in handen komen van het Koninklijk Conservatorium Brussel. Zijn muziek lijkt op die van zijn tijdgenoten, waaronder eerder genoemde Stamitz, Giovanni Battista Viotti en Charles de Bériot. Er werden invloeden geconstateerd van Joseph Haydn. Als violist zou hij een van de besten van zijn tijd geweest en mede van invloed op wat even later de Luikse Vioolschool zou worden.